# Suspicion (1941)
Suspicion is een Amerikaanse romantische psychologische thriller uit 1941, geregisseerd door Alfred Hitchcock. De hoofdrollen worden vertolkt door Cary Grant, Joan Fontaine, Cedric Hardwicke, Nigel Bruce, May Whitty, Isabel Jeans en Heather Angel. Het verhaal is gebaseerd op het boek Before the Fact van Francis Iles.
Suspicion is een van de twee films van Hitchcock die werden genomineerd voor een Academy Award voor beste film.

## Verhaal
Johnnie Aysgarth, een knappe maar onverantwoordelijke man, verleidt een vrouw genaamd Lina McLaidlaw ertoe met hem weg te lopen en te trouwen, ondanks de sterke afkeuring van haar vader, Generaal McLaidlaw. Na hun bruiloft komt Lina erachter dat Johnnie blut is, en ergens had gehoopt dat ze na het huwelijk konden profiteren van het fortuin van Lina's vader. Lina staat erop dat Johnnie een baan neemt. Hij gaat daarom werken voor zijn neef, de makelaar kapitein Melbeck.

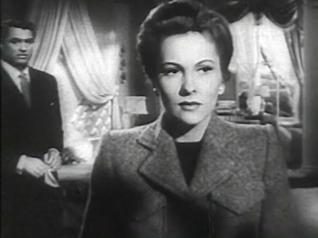
Johnnie en Lina in de film.

Lina ontdekt meer dingen over Johnnie. Zo waagt hij nog geregeld een gokje bij paardenraces, terwijl hij haar had beloofd te stoppen. Ook blijkt hij enkele stoelen die ze als huwelijksgeschenk hadden gekregen te hebben verkocht om schulden af te kunnen betalen. Dan hoort ze van Melbeck dat hij Johnnie al een aantal weken geleden heeft ontslagen, omdat hij hem heeft betrapt op verduistering. Hij zal echter geen aanklacht indienen als het geld wordt terugbetaald. Johnnies vriend Beaky probeert Lina te overtuigen dat Johnnie het hart wel op de juiste plaats heeft, maar gewoon weinig succes heeft in het leven.
Wanneer de generaal sterft, erft Lina tot Johnnies ongenoegen enkel zijn portret. Om toch aan geld te komen wil hij samen met Beaky een bedrijf beginnen voor landschapsontwikkeling, ondanks dat ze geen van beiden ervaring hebben op dit gebied. Lina vreest dat ook dit zal mislukken en probeert Beaky te overtuigen Johnnie niet te helpen, maar hij vertrouwt zijn vriend volkomen. Johnnie vangt het gesprek op en waarschuwt Lina zich niet met zijn zaken te bemoeien. Desondanks gaat ook hij inzien dat zijn plan wellicht te hoog gegrepen is, en blaast de boel af.
Wanneer Beaky naar Parijs vertrekt, vergezelt Johnnie hem het eerste stuk van de reis. Vlak voor zijn terugkomst hoort Lina van de politie dat Beaky in Parijs onder verdachte omstandigheden is overleden. Wanneer een politie-inspecteur vragen stelt over Beaky's dood, liegt Johnnie dat hij net pas was vertrokken uit Londen. Hij was dus niet met Beaky meegegaan naar Parijs. Lina is er inmiddels achtergekomen dat Johnnie wél al langer was vertrokken bij zijn club in Londen. Zij vreest dat Johnnie verantwoordelijk is voor het overlijden van Beaky.
Lina begint nu te vrezen voor haar eigen leven, vooral wanneer blijkt dat Johnnie bij haar vriendin Isobel Sedbusk, een schrijfster van detectiveverhalen, informatie heeft ingewonnen over ontraceerbare soorten vergif. Ook leest ze stiekem een brief aan Johnnie van de verzekeringsmaatschappij, waarin staat dat hij geen geld van hen kan krijgen, tenzij zijn vrouw overlijdt. Vanaf dat moment vertrouwt ze Johnnie met niets meer. Wanneer hij haar een glas melk aanbiedt, durft ze het niet te drinken. In een poging bij Johnnie weg te komen vertelt ze hem dat ze een paar dagen bij haar moeder op bezoek gaat. Johnnie staat erop dat hij haar brengt. Tijdens de autorit naar Lina’s moeder rijdt Johnnie met hoge snelheid over een weg vlak langs een hoge klif. Opeens vliegt Lina's deur open, maar Johnnie kan voorkomen dat Lina uit de wagen valt.
Als Johnnie verneemt waarom Lina zo bang voor hem is geworden, biecht hij op dat hij plannen had om zelfmoord te plegen daar hij geen uitweg meer ziet uit zijn situatie. Hij beseft nu echter dat dit een laffe uitweg zou zijn en is bereid zijn problemen als een man op te lossen; hij zal zich vrijwillig overgeven en een gevangenisstraf uitzitten voor zijn verduistering. Ook bekent hij niets te weten van de dood van Beaky; hij was in Liverpool ten tijde van zijn overlijden. Lina is gerustgesteld en bereid de onzekere toekomst samen met Johnnie tegemoet te treden.

## Rolverdeling
| Acteur               | Personage                       |
| -------------------- | ------------------------------- |
| Joan Fontaine        | Lina McLaidlaw Aysgarth         |
| Cary Grant           | Johnnie Aysgarth                |
| Sir Cedric Hardwicke | Generaal McLaidlaw              |
| Nigel Bruce          | Gordon Cochrane 'Beaky' Thwaite |
| Dame May Whitty      | Mrs. Martha McLaidlaw           |
| Isabel Jeans         | Mrs. Newsham                    |
| Heather Angel        | Ethel (Maid)                    |
| Auriol Lee           | Isobel Sedbusk                  |
| Reginald Sheffield   | Reggie Wetherby                 |
| Leo G. Carroll       | Captain George Melbeck          |

Hitchcocks cameo bevindt zich op 45 minuten na aanvang van de film. Hij is te zien als een man die een brief op de bus doet.

## Achtergrond

### Productie
In 1939 werd reeds begonnen met het verfilmen van Fancis Iles' roman onder de werktitel Before the Fact. RKO Radio Pictures huurde Nathanel West en Boris Ingster in om het scenario te schrijven. De twee mannen voltooiden hun werk in zeven weken tijd. West richtte zich op de dialogen en karakterontwikkelingen, terwijl Ingster werkte aan de verhaalstructuur. Toen Hitchcock werd benaderd voor de regie, bleek hij zelf al een scenario te hebben laten schrijven door Samson Raphaelson, Joan Harrison, en Alma Reville. Hierdoor werd het scenario van West en Ingster naar de prullenbak verwezen en nooit geproduceerd.
Het scenario dat in opdracht van Hitchcock was geschreven is op bepaalde punten trouw aan de roman, maar er zijn ook een aantal grote verschillen. Deze zijn vooral het gevolg van het geschikter maken van het verhaal voor de film, daar het boek een stuk grimmiger is dan het filmscenario. De studio stond er bijvoorbeeld op dat het einde uit het boek, waarin Johnnie Lina daadwerkelijk doodt door middel van vergiftiging, zou worden aangepast omdat gevreesd werd dat Cary Grants reputatie van “heroïsch persoon” zou worden geschaad als hij nu een moordenaar zou spelen. Hitchcock wilde zelf het originele einde behouden, maar had niets in te brengen. Tevens is Johnnie’s aandeel in de dood van de generaal weggelaten in de film.
Er zijn verschillende scènes in de film waarin de kijker in spanning wordt gehouden over Johnnie’s ware intenties. De film bevat een muzikaal leidmotief, waarbij de kijker aan de muziek kan horen of Lina gelukkig is met Johnnie, of dat ze hem verdenkt van iets. Verder werkt Hitchcock met visuele aanwijzingen dat Johnnie mogelijk niet te vertrouwen is, waaronder een belichtingstruc. In de scène waarin Johnnie Lina een glas melk brengt waarvan zij vermoedt dat er gif in zit, wordt de aandacht op het glas gevestigd door het wit te schilderen en met een lampje van binnenuit te verlichten. Zo wordt de illusie van vergiftiging benadrukt.

### Bewerkingen
Tussen 1942 en 1949 werd de film zes keer bewerkt tot een hoorspel, waaronder door Lux Radio Theater en Screen Guild Theater.
In 1987 werd een remake, eveneens getiteld Suspicion gemaakt.

## Prijzen en nominaties

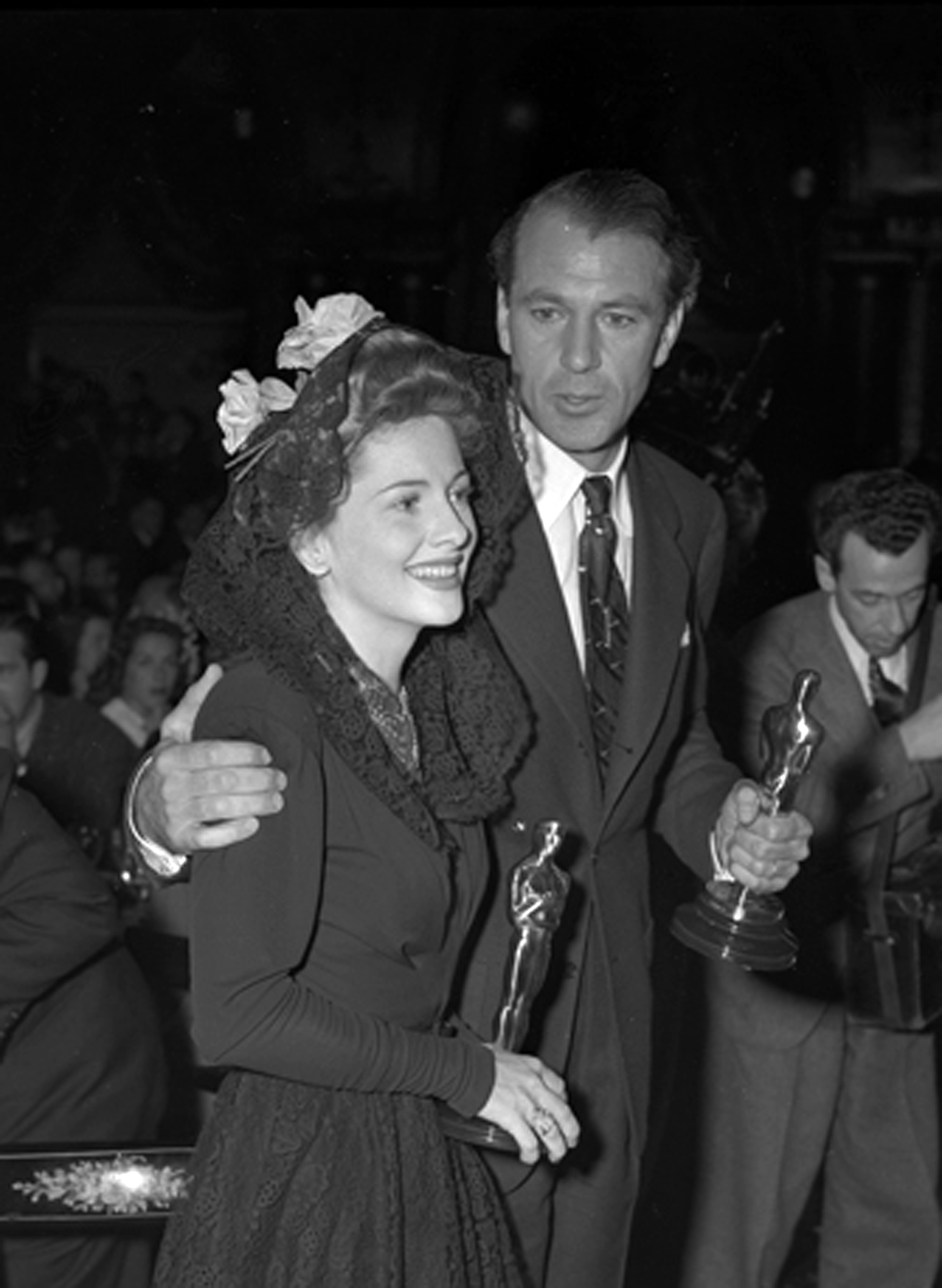
Joan Fontaine en Gary Cooper met hun Oscars. Fontaine won voor beste actrice voor haar rol in Suspicion.

In 1941 won Joan Fontaine voor haar rol in Suspicion de New York Film Critics Circle Award voor beste actrice.
In 1942 won ze voor dezelfde rol tevens de Academy Award voor beste actrice. Daarmee was dit de enige Academy Award die ooit werd gewonnen in een film geregisseerd door Hitchcock.
De film werd dat jaar voor nog twee Academy Awards genomineerd:
- Beste film
- Beste muziek

In 1948 won de film een Kinema Junpo Award voor beste niet-Engelstalige film.